# کانتا کوماری بهاتناگار
کانتا کوماری بهاتناگار (انگلیسی: Kanta Kumari Bhatnagar); (زاده: ۱۹۳۰ - درگذشته: ۱۳ اوت ۲۰۱۱) یک قاضی و فعال حقوق بشری در هند است. بهاتناگار اولین زنی است که قاضی ارشد دادگاه عالی مدرس شد و اولین زنی است که بعنوان رئیس کمیسیون حقوق بشر راجستان منصوب شد.

## زندگی‌نامه
بهاتناگار در سال ۱۹۶۸ بعنوان قاضی در راجستان کار می‌کرد. او در ماه ژوئن سال ۱۹۹۲ بعنوان رئیس دادگاه عالی مدرس منصوب گردید. وی اولین زنی بود که در سمت قاضی ارشد در این دادگاه خدمت کرد و این سمت را تا حدود ۵ ماه عهده‌دار بود. در سال ۲۰۰۰ رئیس کمیسیون حقوق بشر راجستان شد.

## درگذشت
بهاتناگار در روز ۱۳ ماه اوت سال ۲۰۱۱ در اثر سکته قلبی در اودی‌پور در ایالت راجستان هند درگذشت.